# Angela R. Hight Walker
Pour les articles homonymes, voir Walker.
Angela Renee Hight Walker est une physicienne américaine. Elle est cheffe de projet dans le groupe de spectroscopie à l'échelle nanométrique au National Institute of Standards and Technology. Les recherches de Hight Walker portent sur l'avancement des techniques de spectroscopie optique et plus particulièrement sur leur applicabilité à la caractérisation des nanomatériaux quantiques.

## Enfance et formation
Elle obtient une licence en chimie avec une mineure en physique à la Capital University et obtient ensuite un doctorat en physique chimique à l'université Wesleyenne. Sa thèse de 1994 est intitulée Fourier transform microwave spectroscopy of multiconformational molecules and van der Waals complexes, sous la direction de Stewart E. Novick. Elle est boursière postdoctorale du Conseil national de la recherche en 1994 au National Institute of Standards and Technology (NIST).

## Carrière
Elle travaille comme physicienne de recherche au NIST. Elle est analyste de programme au bureau du directeur du NIST de 2000 à 2001 et est chercheuse invitée au Laboratoire Aimé Cotton à Orsay de 2005 à 2006. Elle est cheffe de projet. Ses recherches portent sur l'avancement des techniques de spectroscopie optique et plus particulièrement sur leur applicabilité à la caractérisation des nanomatériaux quantiques. Son équipe de recherche développe des capacités de résonance Raman et des techniques Raman uniques, telles que la microscopie à force atomique, où les échantillons sont sondés en fonction de la longueur d'onde du laser, de la température, du champ magnétique et du back gating. Elle applique ces nouvelles capacités de mesure pour étudier la photo physique sous-jacente des nanomatériaux, en particulier les nanoparticules de métaux nobles et de transition, les nanotubes de carbone, le graphène et d'autres matériaux 2D, ce qui a donné lieu à plus de 140 publications et 3 800 citations. Son objectif futur est de pousser l'avant-garde des méthodes optiques pour caractériser le phénomène magnétique dans les systèmes en couches.
Elle participe à des activités internationales de normalisation documentaire axées sur les nanotechnologies. Elle dirige le comité technique américain sur la mesure et la caractérisation auprès de l'ISO TC229. Elle est également membre de deux comités VAMAS, TWA 41 et 42, où plusieurs études internationales de type round robin sont en cours pour valider les protocoles de mesure. Elle dirige une équipe composée d'experts des instituts nationaux de métrologie qui s'occupent de permettre des mesures Raman traçables au SI.
Elle est impliquée dans la Société américaine de physique, ayant occupé des rôles de direction dans l'ensemble du groupe thématique sur la mesure et l'instrumentation. Elle coorganise la conférence APS 2014 Women in Physics, qui est parrainée conjointement par l'université du Maryland et le NIST, et à nouveau en janvier 2020.

### Mentorat
Elle souhaite encourager les jeunes et les personnes sous-représentées à participer à la science. Par des démonstrations et des conférences sur site et hors site, elle s'engage à promouvoir l'enthousiasme pour la science. Le recrutement, la promotion et le mentorat d'étudiants de premier cycle et de chercheurs postdoctoraux est une passion. Hight Angela Walker a accueilli 14 boursiers postdoctoraux du CNRC et d'innombrables étudiants dans son laboratoire au cours de ses 25 ans de carrière au NIST.

### Reconnaissance
Elle est nommée membre de la Société américaine de physique en 2022 

« pour ses avancées pionnières dans la science de la mesure de la spectroscopie Raman pour quantifier les interactions lumière-matière des matériaux de faible dimension, notamment les nanoparticules, les nanotubes de carbone, le graphène et les matériaux 2D, et pour son mentorat exceptionnel des femmes en physique. »